# Det globala kasinot och dess kritiker
Det globala kasinot och dess kritiker från Keynes till Tobin är en globaliseringskritisk debattbok av ekonomen Kenneth Hermele (utgiven av Ordfront, Stockholm, 2001). Hermele vänder sig i boken mot nyliberalism i allmänhet och avregleringarna av finansmarknaderna i synnerhet. Bland annat uppehåller han sig vid en studie av Gerard Caprio och Daniela Klingebiel från Världsbanken. Den studien visade på inte mindre än 114 bank- och finanskriser i världen 1980-2000. 